# Sepia rhoda
Sepia rhoda är en bläckfiskart som först beskrevs av Tom Iredale 1954.  Sepia rhoda ingår i släktet Sepia och familjen Sepiidae. IUCN kategoriserar arten globalt som livskraftig. Inga underarter finns listade i Catalogue of Life.